# Atletisme als Jocs Olímpics d'Estiu de 2024 - Triple salt femení
La prova de Triple salt femenina d'Atletisme als Jocs Olímpics de París 2024 serà la 8a edició de l'esdeveniment en unes Olimpíades. La prova es disputarà entre el 2 i el 3 d'agost del 2024 a l'Stade de France de París.
La veneçolana Yulimar Rojas és la vigent campiona de la disciplina olímpica, després de guanyar la medalla d'or als Jocs Olímpics de Tòquio 2020. La medalla de plata la va guanyar la portuguesa Patricia Mamona i la medalla de bronze fou per la gallega Ana Peleteiro.
L'equip del Camerun és la selecció més guardonada, amb 2 medalles d'or, en les 7 edicions que l'esdeveniment ha estat present als Jocs Olímpics. La camerunesa Françoise Mbango Etone, amb 2 medalles d'or, és l'atleta més guardonada en tota la història de la competició.

## Format
La prova del triple salt consisteix en fer tres salts en pla horitzontal i caure sobre un banc de sorra. L'atleta que faci el salt més llarg és qui guanya la prova. La competició començarà amb totes les atletes classificades, competint en 2 grups diferents. Com a mínim 12 atletes passaran a la final. Si aconsegueixen superar la longitud de referència passaran directament a la final i si no ho fan, han de quedar entres les 12 posicions més elevades dels dos grups en general. A la final, les 3 saltadores que aconsegueixin fer un salt més llarg, guanyaran les medalles.

## Classificació
Hi ha dues maneres de classificar-se per la prova olímpica. La forma principal és superant la marca estàndard de classificació (que per aquesta edició es troba en els 14,55 metres), en qualsevol prova organitzada o supervisada per la Federació Internacional d'Atletisme, entre l'1 de juliol de 2023 i el 30 de juny de 2024. Depenent dels llocs que sobrin es podran classificar les atletes que no hagin aconseguit aquesta marca mitjançant les places universals i el rànquing atlètic i fent prevaler la diversitat geogràfica. S'ha de tenir en compte que només es podran classificar un màxim de 3 atletes per país i en cas que sigui superior, cada federació haurà d'escollir les 3 saltadores que consideri per participar en les Olimpíades.
| Mètode de classificació  | Places | País      | Atleta classificada   |
| ------------------------ | ------ | --------- | --------------------- |
| Marca estàndard - 14.55m | 2      | Cuba      | Leyanis Pérez         |
| Marca estàndard - 14.55m | 2      | Cuba      | Liadagmis Povea       |
| Marca estàndard - 14.55m | 2      | Jamaica   | Shanieka Ricketts     |
| Marca estàndard - 14.55m | 2      | Jamaica   | Kimberly Williams     |
| Marca estàndard - 14.55m | 1      | Dominica  | Thea LaFond           |
| Marca estàndard - 14.55m | 1      | Espanya   | Ana Peleteiro         |
| Marca estàndard - 14.55m | 1      | Ucraïna   | Maryna Bekh-Romanchuk |
| Marca estàndard - 14.55m | 1      | Veneçuela | Yulimar Rojas         |
| Rànquing atlètic         | 1      |           |                       |
| Places universals        | 1      |           |                       |

## Medaller històric
| Posició | País       | Or | Argent | Bronze | Total |
| ------- | ---------- | -- | ------ | ------ | ----- |
| 1       | Camerun    | 2  | 0      | 0      | 2     |
| 2       | Kazakhstan | 1  | 1      | 1      | 3     |
| 3       | Veneçuela  | 1  | 1      | 0      | 2     |
| 3       | Colòmbia   | 1  | 1      | 0      | 2     |
| 5       | Ucraïna    | 1  | 0      | 2      | 3     |
| 6       | Bulgària   | 1  | 0      | 0      | 1     |
| 7       | Rússia     | 0  | 2      | 1      | 3     |
| 8       | Portugal   | 0  | 1      | 0      | 1     |
| 8       | Grècia     | 0  | 1      | 0      | 1     |
| 10      | Cuba       | 0  | 0      | 1      | 1     |
| 10      | Txèquia    | 0  | 0      | 1      | 1     |
| 10      | Espanya    | 0  | 0      | 1      | 1     |